# ليوبولد أينشتاين
ليوبولد أينشتاين (بالألمانية: Leopold Einstein)‏ هو حاخام ومدرس ألماني، ولد في 1833، وتوفي في 8 سبتمبر 1890 في نورنبرغ في ألمانيا.